# Anzola dell’Emilia
Anzola dell’Emilia – miejscowość i gmina we Włoszech, w regionie Emilia-Romania, w prowincji Bolonia.
Według danych na styczeń 2009 gminę zamieszkiwało 11 851 osób przy gęstości zaludnienia 323,7 os./1 km².
W miejscowości jest przystanek kolejowy Anzola dell’Emilia.